# Мемуары (кардинал де Рец)
«Мемуары» (фр. Memoires) — книга воспоминаний французского политического деятеля Жана-Франсуа Поля де Гонди, кардинала же Реца, написанная предположительно в 1675—1677 годах и впервые опубликованная в 1717 году. Рассказывает главным образом о Фронде и является ценным историческим источником. Исследователи считают «Мемуары» одним из лучших произведений французской литературы XVII века.

## История текста
Рец написал мемуары предположительно в 1675—1676 годах. Рукопись после его смерти находилась в монастыре Сен-Мийель, потом в монастыре Монмутье. После революции она оказалась в министерстве внутренних дел, а министр передал её П. Ф. Реолю для публикации. После смерти последнего рукопись была передана Национальной библиотеке, где её нашёл Шампольон-Фижак. В ней отсутствуют первые 258 страниц.
Издание «Мемуаров» стало возможным только после смерти Людовика XIV (1715). Они были опубликованы в 1717 году в Амстердаме и Нанси, имели большой успех у читателей, так что в том же году вышел дополнительный тираж. В 1718 году вышло ещё пять изданий, в 1719 — восьмое издание. В общей сложности оригинальный текст мемуаров публиковался в XVIII веке 12 раз. Первое издание, точно воспроизводящее текст авторской рукописи, увидело свет в 1837 году.